# Mario D'Amico
Mario D'Amico (Milano, 11 ottobre 1956) è un autore televisivo italiano.

## Biografia
Autore italiano che collabora diverse volte con Carlo Conti su Rai 1. In particolare è tra gli autori de: In bocca al lupo!, Luna Park, I migliori anni, Si può fare!, Tale e quale show, L'eredità, il Festival di Sanremo 2015 e il Festival di Sanremo 2016, La Corrida-Dilettanti allo sbaraglio 2018.